# غريغ نورتن (لاعب كرة قاعدة)
غريغ نورتن (بالإنجليزية: Greg Norton)‏ هو لاعب كرة قاعدة أمريكي، ولد في 6 يوليو 1972 في سان ليندرو في الولايات المتحدة.

## وصلات خارجية
- غريغ نورتون على موقع دوري كرة القاعدة الرئيسي (الإنجليزية)
- غريغ نورتون على موقعبيزبول رفرنس.كوم (الدوري الرئيسي) (الإنجليزية)
- غريغ نورتون على موقع إي إس بي إن.كوم (أم.أل.بي) (الإنجليزية)
- غريغ نورتون على موقع مشجعي الرسوم البيانية (الإنجليزية)